# Crno vino, crne oči
Crno vino, crne oči è l'album di debutto della cantante croata Ivana Kovač, pubblicato il 5 dicembre 2013 su etichetta discografica Croatia Records.
L'album contiene, fra gli altri brani, Šibenska grandeca, con il quale nel 2010 ha vinto il festival della canzone dalmata Večeri dalmatinske šansone, nonché Ulice života, che le ha vinto il premio come migliore esordiente al festival di Spalato e la medaglia d'argento al festival di Ocrida nello stesso anno. Ha inoltre partecipato al festival di Spalato con Ako dođem pameti e con Nima šoldi, e pa ča rispettivamente nel 2012 e nel 2013, e al CMC Festival con Nisi prvi, a ni zadnji e con Crno vino, crne oči rispettivamente nel 2011 e nel 2012.

## Tracce
Download digitale
1. Što stari ljudi kažu – 3:16
2. Raskoš – 3:21
3. Crno vino, crne oči – 3:21
4. Šibenska grandeca – 3:10 (con i Klapa Neverin)
5. Moj dragi ima ljubav novu – 3:16
6. Tvoja mala – 3:10 (con Mišo Kovač)
7. Nisi prvi, a nisi zadnji – 3:22
8. Ulice života – 4:33
9. Dalmacijo, srce oca moga – 4:25 (con i Klapa Bunari)
10. Ako dođem pameti – 3:58
11. Nima šoldi, e pa ča – 3:06
12. Jao meni – 3:22